# Juan Antonio Zunzunegui
Juan Antonio Zunzunegui (Portugalete, 21 dicembre 1901 – Madrid, 31 maggio 1982) è stato uno scrittore spagnolo.
Autore di molti romanzi, incentrati su tematiche prevalentemente popolari e con forti elementi tradizionalistici, ha scritto un romanzo calcistico, Chiripi, nel 1931. Ha ricevuto il premio Fastenrath per Ah... estos hijos!, edito nel 1943. La ulcera, scritto nel 1948, ottenne il Premio Nazionale di Letteratura per la Narrativa di Spagna. La sua opera La vida como es, pubblicata nel 1954, è ritenuto il libro più rappresentativo di Zunzunegui. I suoi scritti furono sempre pervasi da uno spiccato moralismo e Zunzunegui, in epoca tarda, rese più feroci le sue critiche verso la società e il costume della Spagna. Nell'ultimo periodo della sua vita (negli anni Settanta), scrisse El don mas hermoso, La hija malograda e altri romanzi.